# 1803 na arte

## Nascimentos
| Data           | Nome                  | Profissão              | Nacionalidade                  | Observações | Ref |
| -------------- | --------------------- | ---------------------- | ------------------------------ | ----------- | --- |
| 28 de setembro | Adrian Ludwig Richter | pintor e água-fortista | Sacro Império Romano-Germânico | m. 1884     |     |
| ??             | Aimé-Adrien Taunay    | pintor e desenhista    | França                         | m. 1828     |     |

## Mortes
| Data       | Nome                    | Profissão | Nacionalidade | Observações | Ref   |
| ---------- | ----------------------- | --------- | ------------- | ----------- | ----- |
| 4 de abril | Adélaïde Labille-Guiard | pintora   | França        | n. 1749     | [ 1 ] |